# Anya Amasova
 (janvier 2024).
Si vous disposez d'ouvrages ou d'articles de référence ou si vous connaissez des sites web de qualité traitant du thème abordé ici, merci de compléter l'article en donnant les références utiles à sa vérifiabilité et en les liant à la section « Notes et références ».
Le major Anya Amasova (alias « Agent XXX ») est un personnage fictif du film de James Bond L'Espion qui m'aimait (The Spy Who Loved Me), interprété par Barbara Bach. Amasova est un agent du KGB.

## Biographie
Après le vol d'un sous-marin, M rappelle Bond d'une mission dans laquelle il se trouve actuellement dans une cabane en Autriche (dans la novélisation, sur l'aiguille du Mort, une montagne près de la ville de Chamonix). En quittant la cabane, Bond est pris en embuscade par une équipe russe, mais, en légitime défense, il est capable de tuer l'un d'entre eux avant de sauter en parachute de la montagne. À l'insu de Bond, l'agent qu'il a tué était Sergei Barsov, l'amant d'Amasova. Elle est également rappelée d'une mission par le général Gogol du KGB.  
Anya rencontre Bond lors d'un spectacle aux pyramides en Égypte, où ses sbires se battent avec Bond alors qu'elle pense qu'il a tué Fekkesh, un contact égyptien dont le corps a été retrouvé dans l'une des pyramides. Le vrai tueur est Requin.  
Cependant, ils sont officiellement présentés l'un à l'autre au Caire lorsqu'ils arrivent tous les deux au club de Max Kalba. Après s'être échangé divers détails biographiques (par exemple, Anya est au courant du mariage voué à l'échec de Bond), ils tentent de se surpasser pour un microfilm secret. Lorsque Kalba est tué par Requin, ils voyagent à travers l'Égypte à la recherche du microfilm. Après qu'Anya ait finalement devancé Bond pour le microfilm (mais Bond l'avait déjà examiné), ils se rendent au temple d'Abou Simbel où Gogol et M ont décidé de travailler ensemble pour découvrir comment et pourquoi leurs sous-marins sont volés en mer.
Dans la plupart des films, Bond et Anya ont les mêmes objectifs de mission et tentent souvent d'atteindre les mêmes objectifs en tentant de se surpasser, au cours desquels ils tombent amoureux. En voyageant en train en Sardaigne, ils partagent un repas ensemble et pendant qu'Anya se prépare à se coucher dans sa voiture, ayant poliment refusé l'offre d'un dernier verre de Bond, elle est attaquée par Requin. Bond entend les bruits d'une lutte malgré le bruit du train et arrive juste à temps pour la sauver de la mort. Après un bref combat, Requin est expédié par une fenêtre et Bond revient à Anya. Ils s'embrassent et passent la nuit ensemble. En Sardaigne, Anya accompagne Bond afin de rencontrer Karl Stromberg et elle se fait passer pour l'épouse de Bond. Ensuite, Anya apprend que 007 a tué son amant. Elle dit ensuite à Bond qu'elle finira par se venger une fois leur mission terminée.
Anya est plus tard capturée par Stromberg et retenue captive à Atlantis, la base sous-marine de Stromberg. Bond se faufile à bord et la sauve. Alors que la mission touche à sa fin, elle pointe son arme sur Bond, pour découvrir qu'elle est trop amoureuse de lui pour le tuer.
Anya (pointant son arme sur Bond), lui dit : « La mission est terminée, commandant ». À ce moment-là, alors qu'Anya serre son doigt sur la détente, le bouchon se détache d'une bouteille de champagne que Bond est en train d'ouvrir. Anya sourit, étouffant un rire, et Bond dit « Dans mon pays, Major, le condamné a généralement droit à une dernière requête » à laquelle elle dit « Accordé ». Bond suggère alors qu'ils sortent de leurs vêtements mouillés.
Lorsque la capsule de sauvetage, avec James et Anya, entre dans le navire, Bond est sauvé des instruments d'Armageddon de Stromberg. Q, M et les supérieurs de Russie de Anya regardent avec admiration par une fenêtre James et Anya faisant l'amour dans le lit de luxe. « James ! » dit Anya, car elle est la première à voir le duo des supérieurs.
Il était prévu qu'Amasova fasse une apparition dans Moonraker (sorti en 1979), étant au lit avec le général Gogol, mais cela ne s'est jamais produit.

## Accueil
Entertainment Weekly classe Amasova comme la cinquième meilleure Bond girl. Fandango la classe parmi leurs meilleures Bond Girls. Allwomenstalk l'a nommée quatrième Bond girl la plus sexy. About.com a classé Amasova au septième rang de sa liste des meilleures Bond girl. Bond-Girls.net a appelé Amasova « l'une des Bond-Girls les plus sexy et les plus belles… un tout nouveau type de Bond-Girl ».